# Please Please Me (album)
| Recensione         | Giudizio |
| ------------------ | -------- |
| Pitchfork          | [ 8 ]    |
| ConsequenceOfSound | A-       |
| AllMusic           | [ 10 ]   |
| Piero Scaruffi     | [ 11 ]   |

Please Please Me è il primo album in studio del gruppo musicale britannico The Beatles, pubblicato il 22 marzo 1963 dalla Parlophone e prodotto da George Martin; ne segna il debutto nel mercato dei long playing del Regno Unito e del resto d'Europa mentre negli U.S.A. venne pubblicato con il titolo Introducing... The Beatles l'anno successivo con una sequenza di brani modificata. Nella classifica della rivista Rolling Stone, "500 Greatest Albums of All Time", viene posizionato al 39º posto, mentre la rivista NME lo posiziona al 264º posto nella sua analoga classifica dei migliori 500 album.

## Storia

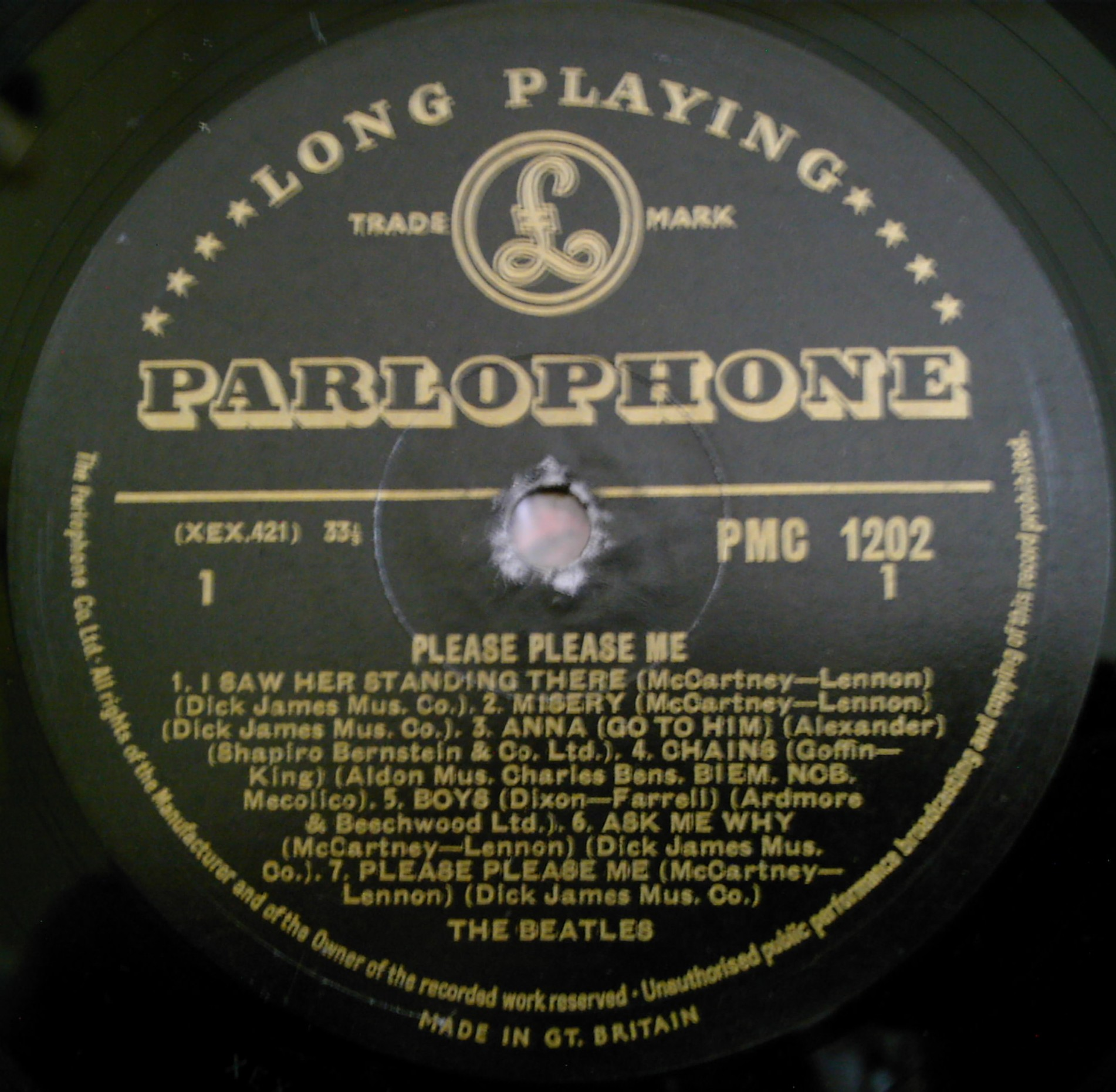
Etichetta dell'LP

Prima di questo album il gruppo aveva pubblicato solo due singoli, Love Me Do nell'ottobre 1962 e Please Please Me, nel gennaio 1963. Il primo riscosse un discreto successo e il secondo raggiunse la prima posizione nelle classifiche del Regno Unito, come lo stesso Martin aveva previsto.
L'album venne registrato in sole quindici ore di lavoro l'11 febbraio 1963, ad eccezione dei singoli che erano stati incisi nell'autunno precedente. Il lavoro costituì inoltre una novità per quei tempi, dato che i cantanti raramente componevano i brani interpretati nei loro album, e i 33 giri erano costruiti rilanciando un singolo di successo attorniato da materiale riempitivo di mediocre fattura.
I Beatles pubblicarono un disco con quattordici canzoni, sette per lato, con brani già pubblicati come singoli e altri inediti. Oltre agli otto brani originali firmati da Lennon e McCartney sono presenti anche sei cover:
- Anna (Go to Him) è una canzone scritta da Arthur Alexander e cantata, nella versione originale, dallo stesso autore;
- Chains è un brano scritto dal duo Goffin e King;
- Boys, scritta da Luther Dixon e da Farrell, e Baby It's You, scritta da Burt Bacharach, sono due canzoni rese famose dalle Shirelles, un quartetto vocale femminile americano che piaceva molto a John Lennon e che ha inciso numerosi pezzi;
- A Taste of Honey è stata scritta da Scott e Marlow;
- Twist and Shout è una canzone scritta da Medley e Russell e portata al successo dagli Isley Brothers.

Agli inizi delle produzioni discografiche, la coppia degli autori era indicata come “McCartney-Lennon” che divenne “Lennon-McCartney” a cominciare dalla pubblicazione di She Loves You.
La versione di Love Me Do presente nell'LP vede come batterista Andy White, in quanto il produttore dei Beatles, George Martin, nel 1962 non aveva ancora piena fiducia in Ringo Starr, mentre la prima versione del 45 giri britannico ha come batterista quest'ultimo; è la versione con Ringo alla batteria a essere stata poi inclusa nei successivi CD antologici.

## Titolo e copertina
Originariamente il produttore aveva pensato di intitolare l'album Off the Beatle Track, ma quest'idea tramontò a favore di Please Please Me. Quanto alla copertina, dopo aver scartato altre ipotesi, alcune originali e altre “dozzinali” e “atroci”, Martin si rivolse al fotografo Angus McBean che convocò i membri del gruppo presso la EMI in Manchester Square e chiese loro di sporgersi dalla ringhiera della tromba delle scale dell'edificio.
Il disco uscì con tre etichette di colore diverso, corrispondenti alle diverse ristampe, la prima in mono in rosso indaco, poi rossa, quindi nera. Nel 1970, (dopo il confluire della Parlophon nel gruppo EMI Italiana), il disco fu ristampato ma con etichetta Parlophone nera.

### Edizioni estere
Alcune versioni pubblicate all'estero vennero pubblicate con variazioni nel titolo e nella copertina:
- Argentina: La prima versione argentina venne pubblicata nel 1964 intitolata Por Favor, Yo e con diversa copertina ma stessa sequenza di brani dei quali venne tradotto in spagnolo il titolo.[23]
- Cile: La prima versione cilena venne pubblicata nel 1964 intitolata Otro De Los Beatles (Por Favor... Compláceme) (Please Please Me) e con diversa copertina ma stessa sequenza di brani dei quali venne tradotto in spagnolo il titolo.[24]
- Francia: La prima versione francese venne pubblicata nel 1964 intitolata Les Beatles - N°1 con diversa copertina ma stessa sequenza di brani.[25]
- Germania: La prima versione tedesca venne pubblicata nel 1964 intitolata Please Please Me Und Andere Knüller con diversa copertina ma stessa sequenza di brani.[26][27]
- Italia: In Italia l'album uscì nel novembre 1963 col titolo The Beatles e con diversa copertina seppur le canzoni contenute erano le stesse della versione britannica; la casa discografica era la Parlophon (etichetta distribuita dalla Carisch) e il numero di catalogo era PMCQ 31502.[28][29] Solo a fine 1976 anche in Italia l'album è stato stampato con titolo e copertina uguali all'edizione britannica, con etichetta EMI-Parlophone celeste (3C06404219).[senza fonte]
- Stati Uniti: L'etichetta Vee Jay Records nel 1964 pubblicò una versione dell'album con diversa copertina intitolata Songs, Pictures And Stories Of The Fabulous Beatles con solo 12 delle 14 tracce dalla quale mancavano Love Me Do e P.S. I Love You. È la seconda versione dell'album Introducing... The Beatles il quale è l'edizione USA dell'album inglese Please Please Me.[30]
- Uruguay: La prima versione uruguaiana venne pubblicata nel 1964 intitolata Por Favor, Yo ma stessa foto di copertina e stessa sequenza di brani.[31]

## Brani

### I Saw Her Standing There

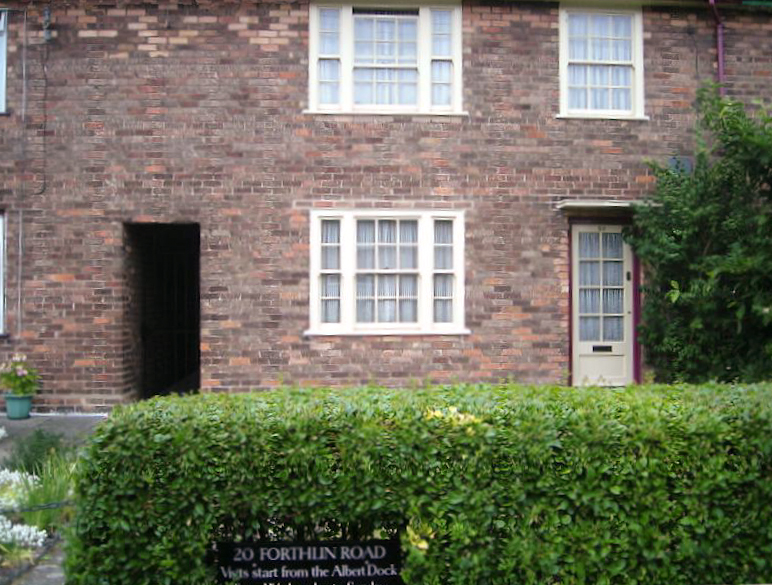
La casa di Forthlin Road

Composta con l'aiuto delle chitarre e del pianoforte da Lennon e McCartney nella casa di Paul in Forthlin Road un giorno in cui i due avevano marinato la scuola, il titolo era inizialmente Seventeen ed era un pezzo vigoroso costituito da progressioni blues che il gruppo aveva nel proprio repertorio già nel periodo di Amburgo e che, grazie alla struttura armonica, nei concerti era prolungato con l'innesto di più assolo di chitarre. I testi d'apertura di Paul erano originariamente “She was just seventeen/never been a beauty queen” (“Aveva solo diciassette anni/non era mai stata una reginetta di bellezza”), ed erano state così concepite in modo che le teenager, che costituivano parte rilevante del pubblico, vi si potessero immedesimare. Ma quasi subito i due compositori si accorsero che il secondo verso era banale e non adatto allo scopo. In sostituzione, per non cadere nei luoghi comuni zuccherosi allora in voga, Lennon tirò fuori “You know what I mean” (“sai che cosa intendo dire”), che rappresentava un'ammiccante allusione sessuale e che divenne uno dei tratti distintivi del brano.
Era una creazione targata Beatles nelle sonorità, nel ritmo graffiante e nella grinta con cui veniva eseguita, anche se Paul ammise in seguito di avere copiato il giro di basso da I'm Talking About You di Chuck Berry.
Per rendere l'atmosfera calda “da palco” dei concerti fu deciso di premettere all'introduzione di chitarra il conteggio iniziale, e questo contribuì a fare di I Saw Her Standing There il pezzo di rock'n'roll energico e incalzante che apre l'album e che, nel febbraio di due anni dopo, sarebbe stato tra i cinque brani eseguiti dal gruppo all'Ed Sullivan Show.

### Misery

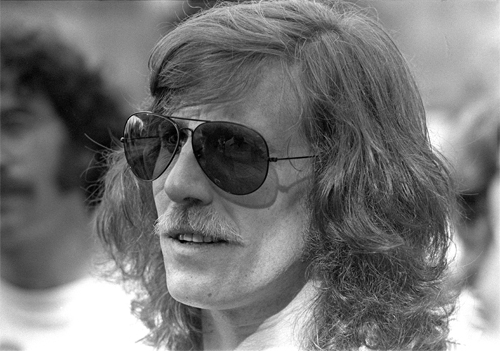
Graham Nash (1976)

Questo assaggio di romantico vittimismo (“The world is treating me bad, misery” è il significativo verso d'apertura) è per gran parte opera di John Lennon e, come ricorda Tony Bramwell (che al tempo lavorava per Brian Epstein), al resto contribuirono – oltre a Paul – Allan Clarke e Graham Nash, componenti degli Hollies.
Composta nel backstage della Kings Hall di Stoke-on-Trent, una volta ultimata venne offerta alla sedicenne Helen Shapiro – detta “Vocione” per via della profondità della voce –, che già due anni prima con Please Don't Treat Me Like a Child era entrata nella Top Ten e con cui i Beatles avrebbero suonato dal vivo come gruppo di spalla nel febbraio successivo. Ma a causa di un equivoco, l'offerta di Misery fu respinta dal management della Shapiro che non riteneva il brano in armonia con il repertorio ottimistico della giovane artista, e il pezzo fu ceduto al cantante Kenny Lynch che lo registrò alterandone i pronomi per ottenere un testo rivolto direttamente al destinatario. L'interpretazione ricevette la disapprovazione dei quattro musicisti e non conquistò il successo sperato. Comunque, Lynch sarà ricordato come il primo artista fuori dalla cerchia dei Beatles a incidere una canzone scritta dal duo Lennon-McCartney.
Registrata dal quartetto su undici nastri l'11 febbraio, fu ultimata con una sovraincisione effettuata il 20 dello stesso mese. In quella sessione George Martin eseguì e registrò una parte – chiamata dal produttore “wind-up piano” – consistente nel suonare la sezione di pianoforte a velocità dimezzata e in un'ottava più bassa rispetto all'altezza del brano, per poi inserirla velocizzata e all'altezza normale, tecnica a cui Martin avrebbe fatto ricorso in Rubber Soul col suo assolo di sapore baroccheggiante di In My Life.

### Anna (Go to Him)
Era impensabile che a quell'epoca un gruppo musicale riuscisse a riempire un album con materiale interamente prodotto in proprio. Effettivamente i Beatles fecero ricorso a composizioni di altri autori, collaudate nella propria carriera di concerti dal vivo e che per questo essi erano in grado di riprodurre senza problemi. La sicurezza nell'esibizione era richiesta anche dal fatto che al gruppo era stato concesso di occupare gli studi di registrazione di Abbey Road per non più di un giorno, diviso nella seduta antimeridiana e in quella pomeridiana – mentre quella serale fu una concessione non programmata – e così i quattro sostanzialmente fecero ricorso al rodato repertorio che faceva parte delle loro esibizioni live.
La prima cover ad apparire sul nuovo LP fu Anna, che era già stata portata al successo dall'affermato cantante statunitense Arthur Alexander, noto agli estimatori inglesi di rhythm and blues. Questo motivo ballabile, in cui John canta la propria arrendevolezza in un contrastato rapporto sentimentale, venne registrata in tre take nella sessione serale.

### Chains
Quarta traccia e seconda cover, era una composizione di Gerry Goffin e Carole King e aveva già raggiunto il successo in un'incisione targata Cookies.
Già dall'inizio della carriera, Lennon e McCartney tenevano in grande considerazione i due compositori americani. Come ebbe a dire John, «Paul e io volevamo essere i Goffin e King d'Inghilterra […] Perché Gerry Goffin e Carole King all'epoca scrivevano materiale eccellente».
Gradevole ballabile, vede l'introduzione di John all'armonica e un buon lavoro corale delle voci di John, Paul e George.

### Boys
Si trattava di un rock'n'roll in dodici battute composto da Luther Dixon e Wes Farrell ed eseguito dal gruppo delle Shirelles. Nel periodo di Amburgo il quartetto suonava nei concerti dal vivo altri tre pezzi delle Shirelles: Will You Love Me Tomorrow?, Mama Said e Baby It's You; e Boys era stato introdotto in scaletta in quanto ritenuto idoneo per fare posto al batterista Pete Best.
Per rispettare la tradizione, il ruolo della linea vocale principale fu perciò assegnato a Ringo Starr, che canta in primo piano con i cori degli altri tre sullo sfondo a sostenerlo, e che a circa metà del pezzo introduce un assolo di chitarra secondo l'impronta di Chet Atkins eseguito da George Harrison. E d'altra parte, per Ringo questo brano non costituiva una novità: Starr lo cantava infatti quando militava nel gruppo di Rory Storm and the Hurricanes.

### Ask Me Why
Considerando la giovane età e la relativa inesperienza, i Beatles degli esordi, nel loro stile strumentale e compositivo, non potevano non subire l'influenza di musicisti contemporanei di successo. Nel caso di Ask Me Why, composta in gran parte da John Lennon nella primavera del 1962, il pezzo risente dell'influsso del sound Motown e in particolare di Smokey Robinson and The Miracles.
La prima registrazione di Ask Me Why risale al 6 giugno 1962. Si trattava allora di grezze incisioni di prova che aspettavano ancora il beneplacito di George Martin. Fu proprio il produttore che, al termine di quella seduta, volle riunire i quattro musicisti e spiegare loro i dettagli tecnici per migliorare le esecuzioni. Successivamente il motivo fu ripreso ed eseguito in studio il 26 novembre 1962, e vennero incisi sei nastri di quello che sarebbe diventato il lato B di Please Please Me.

### Please Please Me
Il titolo Please Please Me trae origine dai ricordi d'infanzia di Lennon a cui la madre cantava Please, il successo di Bing Crosby del 1932 che conteneva il verso “Please lend your ears to my pleas”.
Il pezzo era stato scritto da John quando ancora abitava a Liverpool nella casa della zia Mimi. La composizione musicalmente si ispirava al Roy Orbison di Only the Lonely, e un verso riecheggiava Raining in My Heart di Buddy Holly. La versione fiacca e lamentosa prodotta nella seduta dell'11 settembre 1962 non soddisfece Martin che, confidando nelle potenzialità del brano, intuiva che fosse però necessario accelerare e infondere maggiore brillantezza e dinamismo nell'interpretazione. Per vivacizzare il pezzo, Paul McCartney elaborò una soluzione armonica sullo stile degli Everly Brothers.
Dopo due settimane il pezzo venne eseguito su diciotto nastri col tempo accelerato rispetto all'originale – secondo le istruzioni del produttore –, con la sovraincisione dell'armonica di John, con un Ringo rinfrancato e determinato rispetto all'umiliazione di quindici giorni prima e complessivamente con un'esecuzione energica e aggressiva. Come ricorda Paul a proposito dell'incisione, «improvvisamente ecco che nacque il ritmo veloce alla Beatles».
È rimasta celebre la frase con cui George Martin, al compimento dell'incisione del pezzo, si rivolse ai quattro attraverso l'interfono: «Signori, avete appena finito di incidere il vostro Numero Uno!». Come previsto da Martin, il brano ebbe grande successo, Radio Luxembourg trasmise la canzone decretandola un trionfo e perfino la BBC mandò in onda il pezzo dietro le richieste incessanti dei fan.

### Love Me Do

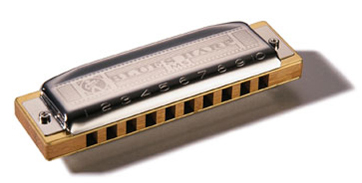
Armonica a bocca, suonata da Lennon nell'introduzione del brano

La canzone era stata composta nel 1958 da Paul McCartney con l'aiuto di Lennon. C'è chi ritiene che, assieme ad altri pezzi scritti da Paul e John, Love Me Do non facesse parte del repertorio di composizioni che i Beatles suonavano dal vivo ad Amburgo, dato che (al pari di P.S. I Love You e Please Please Me) avrebbe frenato i ritmi martellanti che quelle esibizioni richiedevano. E lo stesso Lennon ammise in seguito che non fu mai un successo, pur decantando le qualità del brano.
George Martin voleva arricchire il brano per fargli assumere un sound distinguibile e caratterizzante; perciò, rifacendosi alle sonorità del duo blues composto da Sonny Terry e Brownie McGhee, suggerì di inserire fra gli strumenti anche l'armonica a bocca. Il compito spettò di diritto a John, che aveva imparato i rudimenti dello strumento e ne aveva perfezionato e raffinato la tecnica sotto la guida di Delbert McClinton, armonicista americano che era in tournée in Gran Bretagna nella primavera del 1962. Nei concerti dal vivo era di John la voce principale del pezzo; ma in sala di incisione, al fine di permettere che la voce si amalgamasse con il suono dell'armonica, Martin chiese che fosse Paul a eseguire la linea vocale principale e che l'armonica di John fungesse da controcanto.
Senza considerare la registrazione di prova del 6 giugno, la canzone venne incisa per la prima volta il 4 settembre. George Martin, però, preferiva piuttosto How Do You Do It? considerandola più adatta al gruppo e candidata al successo, perciò in quella seduta i Beatles dovettero insistere a voler registrare anche il loro materiale e così Love Me Do finì su quindici nastri. Quella sera Ringo non era in forma, e risentendo il nastro Martin concluse che il batterista era il punto debole del gruppo e che sarebbe stato necessario rifare la registrazione sostituendo Starr con un sessionman. Così, dopo una settimana, il quartetto si ritrovò in studio e lì Ringo scoprì con delusione che si sarebbe limitato a suonare il tamburello, rimpiazzato da Andy White alla batteria; e con questa formazione furono registrati diciotto nastri del pezzo. Tuttavia la versione della seduta del 4 settembre non venne scartata, fu anzi pubblicata come il lato A del primo 45 giri del gruppo; la variante dell'11 costituisce invece il pezzo d'apertura del lato B dell'album. Pertanto la presenza o meno del tamburello permette a chi ascolta di comprendere quale delle due versioni si stia riproducendo.

### P.S. I Love You
Questa è la prima canzone dei Beatles impiegata come “messaggio” dedicato alle proprie fidanzate – ve ne saranno ben tre in Rubber Soul.
Nel 1961, Paul conduceva una relazione sentimentale con una ragazza di Liverpool, Dorothy (Dot) Rhone. Lontano perché impegnato nell'estenuante trasferta di Amburgo, Paul compose questa canzone-lettera con l'intenzione di confermare a Dot il proprio amore e di prometterle un veloce ritorno in Inghilterra.
Anch'essa eseguita nel provino del 6 giugno, P.S. I Love You venne rifatta e completata in dieci nastri nella seduta dell'11 settembre. Quella circostanza vide Andy White alla batteria, mentre a Ringo fu chiesto di suonare le maracas. La canzone divenne il lato B del 45 giri Love Me Do.

### Baby It's You
È (oltre a Boys) l'altro pezzo dell'album precedentemente portato al successo dalle Shirelles.
Composto da Hal David, Barney Williams e Burt Bacharach, Baby It's You dal 1961 faceva parte del repertorio dei Beatles in scaletta nelle esibizioni live ed è una melodia lenta e ballabile in cui Lennon esegue la parte vocale solista. In studio, oltre a quello dei quattro musicisti, il pezzo vide il contributo di George Martin alla celesta.

### Do You Want to Know a Secret

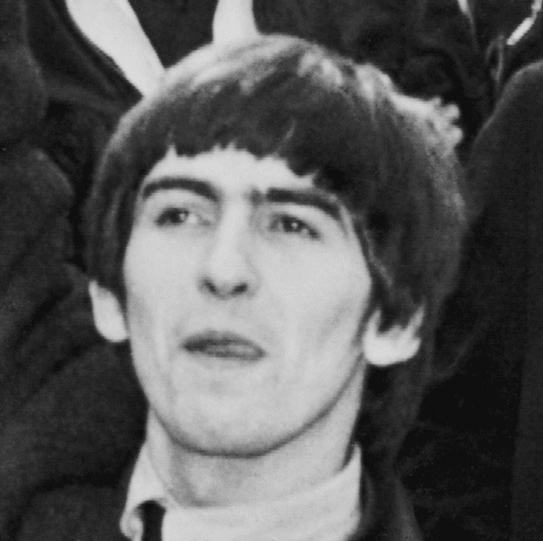
Harrison, vocalist del pezzo

È la voce di George Harrison a condurre la linea vocale principale, sebbene la canzone sia stata composta da John Lennon nell'agosto del 1962. Lo spunto per la composizione derivò all'autore dalle parole “Wanna know a secret? Promise not to tell?”, l'introduzione parlata di una delle canzoni presenti nel film d'animazione Biancaneve di Walt Disney, melodia con cui la madre del piccolo Lennon cullava il figlio. Con una certa altezzosità, l'autore la offrì a George in quanto «sarebbe stata adatta alle sue capacità perché aveva solo tre note e lui non era certo il miglior cantante al mondo».
Dopo che l'11 febbraio 1963 la canzone venne incisa, l'autore la cedette a un altro gruppo della scuderia di Epstein, Billy J. Kramer and The Dakotas, che nell'estate dello stesso anno con quel motivo inaspettatamente scalò le vette della classifica inglese.

### A Taste of Honey
La canzone si ispirava direttamente all'omonimo film del 1961. Paul era rimasto colpito in special modo dal tema musicale, composto da Ric Marlow e Bobby Scott che nel 1962 erano stati premiati in qualità di compositori con un Grammy Award per il miglior tema strumentale. L'impressione fu talmente viva che dopo più di quattro anni dall'incisione da parte dei Beatles, Paul si sarebbe richiamato di nuovo al film – in particolare a un frammento di dialogo – per comporre Your Mother Should Know.
Appartenente al repertorio dei motivi ballabili del gruppo, A Taste of Honey venne inciso su sette nastri l'11 febbraio e, primo caso di una lunga e fortunata serie di espedienti tecnici, la voce solista di McCartney dei nastri 5 e 7 fu oggetto di doubletracking.

### There's a Place
È un pezzo che per la prima volta cerca di discostarsi dal soggetto ricorrente dell'amore per affrontare i temi della solitudine, delle angustie quotidiane e della malinconia, e del rifugio in cui ripararsi in queste circostanze; e in questo senso anticipa motivi ben più celebri ed elaborati, da In My Life a Strawberry Fields Forever.
John Lennon prese ispirazione dalla musica dei neri d'oltreoceano, volendo ricreare un sound “alla Motown” e per questo richiamandosi ai brani di Arthur Alexander e delle Marvelettes, in particolare al loro successo I Want a Guy.
Fu la prima canzone a essere registrata nella sessione dell'11 febbraio; venne incisa su 10 nastri, e le due voci che procedono parallelamente sono quelle di Paul, al registro più alto, mentre a quello basso è la voce di John – che esegue anche le parti da solista.

### Twist and Shout

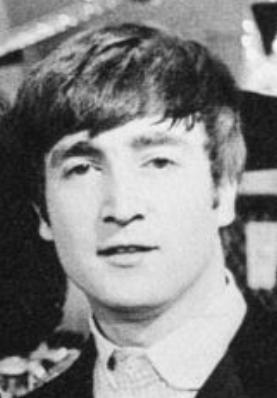
John Lennon, 1963

Conclusione speculare a un'apertura altrettanto energica, Twist and Shout – composta da Phil Medley e Bert Russell ed eseguita dagli Isley Brothers – era il brano che più degli altri mandava in visibilio il pubblico dei Beatles negli spettacoli dal vivo e quello con cui il gruppo era solito chiudere i concerti al Cavern.
Dopo la registrazione di tutti gli altri pezzi, il quartetto si trovò a serata avanzata con ancora una canzone da eseguire per completare l'album e poco tempo a disposizione da poter sfruttare in sala di incisione. Perciò, radunate le forze residue, i Beatles – consapevoli di non poter sbagliare – si lanciarono in una scatenata esecuzione del pezzo, in particolare John, con la responsabilità della linea vocale solista e con le corde vocali in fiamme a causa di dodici ore di registrazione quasi continuate.
Ma nonostante la fatica accumulata, il primo nastro ci consegna un rock'n'roll possente, aggressivo e aspro che suscitò perfino l'entusiasmo dell'abitualmente controllato staff tecnico. Richard Langham, secondo ingegnere del suono, affermò: «Mi sarei messo a saltare su e giù, sentendoli cantare a quel modo. Fu un pezzo di bravura stupefacente». E George Martin disse a conferma: «Non so come ce l'hanno fatta. È tutto il giorno che registriamo, ma più vanno avanti e meglio suonano!».
Dagli archivi della EMI risulta che fu fatto il tentativo di una seconda incisione completa di Twist and Shout; ma, come ammise lo stesso produttore, ormai le ugole sforzate avevano arrochito le voci, e comunque rimaneva il primo take di qualità eccellente.

## Tracce
Testi e musiche di Lennon-McCartney, eccetto dove indicato
Lato A
1. I Saw Her Standing There – 2:59
2. Misery – 1:52
3. Anna (Go to Him) – 3:01 (Alexander)
4. Chains – 2:30 (Goffin, King)
5. Boys – 3:31 (Dixon, Farrell)
6. Ask Me Why – 2:31
7. Please Please Me – 2:07

Durata totale: 18:31
Lato B
1. Love Me Do – 2:26
2. P.S. I Love You – 2:07
3. Baby It's You – 2:41 (Williams, Bacharach, David)
4. Do You Want to Know a Secret – 2:02
5. A Taste of Honey – 2:07 (Scott, Marlow)
6. There's a Place – 1:52
7. Twist and Shout – 2:36 (Russell, Medley)

Durata totale: 15:51

## Formazione
- John Lennon - voce, chitarra ritmica, armonica
- Paul McCartney - voce, basso
- George Harrison - chitarra solista, cori, voce in Chains e Do You Want to Know a Secret
- Ringo Starr - batteria, tamburello, maracas, voce in Boys

### Altri musicisti
- George Martin - pianoforte in Misery, celesta in Baby It's You
- Andy White - batteria in Love Me Do e P.S. I Love You